# Hugo Sconochini
Hugo Sconochini, född 10 april 1971 i Cañada de Gómez, Santa Fe, Argentina, är en argentinsk idrottare som tog OS-guld i basket 2004 i Aten. Detta var Argentinas första medalj i basket vid olympiska sommarspelen. Förutom i Argentina har han spelat i Grekland, Spanien och Italien.